# Aphragmus eschscholtzianus
Aphragmus eschscholtzianus är en tvåhjärtbladiga växtart som beskrevs av Andrz.. Aphragmus eschscholtzianus ingår i släktet Aphragmus, och familjen korsblommiga. Inga underarter finns listade i Catalogue of Life.